# Menceyato di Güímar

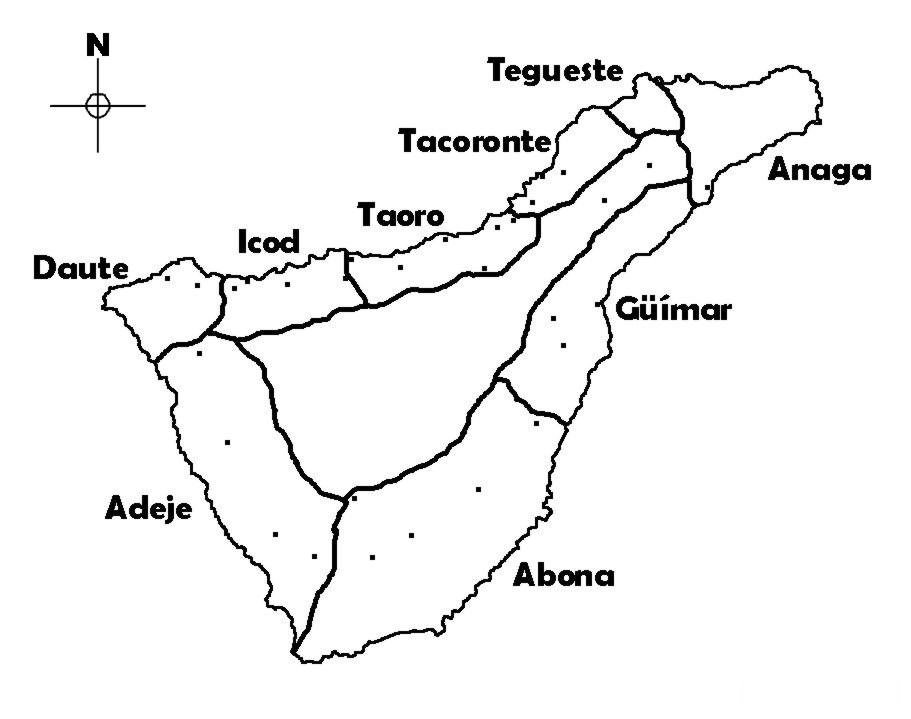
Menceyatos di Tenerife

Il Menceyato di Güímar era una delle nove demarcazioni territoriali in cui i guanci avevano diviso l'isola di Tenerife nelle isole Canarie, al momento della conquista della Corona di Castiglia nel XV secolo.
Fu situato nel sud-est dell'isola. Ha occupato i comuni di Güímar, parte di Santa Cruz de Tenerife e San Cristóbal de La Laguna, El Rosario, Candelaria, Arafo, Fasnia e parte di Arico.
Intorno al 1450 un eremo formato da tre frati guidati da Alfonso de Bolaños, considerato l'Apostolo di Tenerife, fu fondato nella zona della moderna città di Candelaria. Questi religiosi vivevano tra i guanci, parlando la loro lingua e battezzando molti di loro. Questa missione sarebbe durata fino all'inizio della conquista. In questo regno aborigeno avvenne l'apparizione della Vergine della Candelaria.
I suoi conosciuti menceyes (re guanci) erano Sortibán, Acaymo, Dadarmo e Añaterve.